# Elsa Scarlet
Erza Scarlet (エルザ・スカーレット Eruza Sukāretto?), igualmente nombrada Erza Scarlet y Erza Scarlett en la emisión original de TV, es un personaje del anime y manga Fairy Tail. Es la mujer más fuerte de Fairy Tail. Su especialidad mágica es pelear a corta distancia con sus equipamientos y ganar en tan solo un momento. Es un miembro con mucha disciplina, muy estricta y siempre cumple las normas. Se comporta como la madre de muchos de Fairy Tail y parece conocer a todos desde hace mucho tiempo. Es una maga de clase S, considerada como la tercera maga más fuerte del gremio, siendo superada solo por Laxus Dreyar y Gildarts Clive. A menudo la apodan "Titania". La seiyu encargada de darle voz es Sayaka Ohara. En el doblaje en español latinoamericano es Maggie Vera.

## Aspecto
Erza es una mujer joven y hermosa de gran atractivo que tiene el pelo largo lacio de color rojizo y ojos marrones. Erza es una persona tuerta ya que su ojo derecho es artificial y fue hecho por Porlyusica, reemplazando el que perdió cuando era niña en la Torre del Paraíso. Tiene una figura esbelta y también es caracterizada por tener senos grandes, teniendolos de mas grande que Lucy Heartfilia, Cana Alberona y Bisca Connell, En una ocasión de la serie Lucy describió a Erza sobre su aspecto físico como "increíble". Lleva una armadura a medida. En la zona del corazón se encuentra una cruz de los Herreros Kreuz. También lleva una falda azul, y botas de color negro. Su sello de Fairy Tail es azul y está situado en el centro de su brazo izquierdo. Erza se especializa en Magia de Re-Equipamiento, y lo utiliza para portar diversas armaduras y trajes. Su equipo favorito es su traje de conejo, porque como ella dijo: "Las orejas son lindas".

## Personalidad
Erza es una persona muy impaciente. Aversiona a la gente que no responda a sus preguntas con la suficiente rapidez. También es una persona muy estricta, que a menudo critica el mal comportamiento y los hábitos de los miembros del gremio, quienes por general le piden disculpas, por temor a que podría invocar su furia; esto unido a su infancia trágica. En el pasado tenía constantes peleas con Mirajane.
Sin embargo, ella tiene un gran sentido de la justicia y está orgullosa de ser miembro de Fairy Tail. A pesar de ser una persona muy estricta, parece tener un lado torpe con ella, como se ve cuando cayó en un agujero hecho por Lucy mientras daba una explicación en la saga de la Isla Galuna y siguió como si nada hubiera pasado.
Natsu la describe como "fuerte y aterradora", Lucy Heartfilia dice que ella es "fresca, hermosa, cálida y llena de pasión". Jellal, al perder su memoria, no podía recordar nada de ella, solo el nombre de "Erza"; él dijo que su nombre sonaba "lleno de bondad, brillo y calor". Makarov llamaba a Erza "la mujer caballero que no sabe cómo detenerse".
Erza se describió como alguien que siempre estaba llorando, ya que ella no era capaz de proteger a sus seres queridos. Varios ejemplos son cuando Rob trató de protegerla de los ataques que enviaron los guardias de la Torre del Cielo, y cuando Jellal fue capturado debido a que la salvó de la sala de tortura, cambiando de lugar con ella y recibir el castigo, causando que Zeref le lavara el cerebro. Además, Erza ha declarado que se siente incómoda e insegura cuando no lleva armadura, sin embargo, cuando ella se encontró con Ikaruga, dejó su miedo atrás para enfrentarla, causando que luchara sin armadura.
A pesar de su personalidad reservada y sobre todo vestirse con su conservadora armadura "Corazón Kreuz", Erza ha demostrado tener muy poco pudor o inhibiciones. Muchas de sus armaduras son diminutas, reveladoras y femeninas. Cuando está fuera de la armadura ella tiene una afinidad por la ropa sexy y reveladora. Levy le revela a Lucy que a Erza le gusta leer libros con contenido erótico. Por último, Erza no parece tener ningún problema con los hombres (o al menos sus compañeros masculinos de gremio) al verla desnuda, ya que ella no sintió ninguna molestia indicando su deseo de ducharse con Natsu y Gray o el hecho de que ella ya se había duchado con ellos cuando eran más jóvenes.
En cuanto al romance es bastante ingenua, reservada y le da poco interés, a tal punto que cuando Levy le pregunta si está enamorada de Gray o Natsu, Erza le responde inocentemente que los tres se bañaban juntos cuando eran más jóvenes y pregunta que si eso cuenta como amor. En otras ocasiones manifestó que no le interesa ningún hombre y que solo le sería una distracción innecesaria.

## Historia
Erza vivía en la Aldea Rosemary de manera pacífica junto a Simon y su hermana menor Kagura. Un día, una secta que presentaba devoción al mago oscuro Zeref atacó la aldea, matando a los adultos y llevándose a los niños. Fue de esta manera como Simon y Erza terminaron siendo esclavos en una isla en la cual se veían obligados a trabajar para construir una torre llamada Sistema-R o Torre del Cielo, cuyo objetivo era la resurrección del mago oscuro Zeref, un mago de 400 años, al cual la secta y los magos guardianes malvados alababan y seguían. Con el tiempo, Erza se hizo amiga de otros esclavos, entre ellos (además de Simon), sus compañeros Shō, Wally y Milliana, su viejo amigo Rod, y el más importante de todos: Jellal, el cual entre otras cosas, le puso su apellido de Scarlet por su color de cabello escarlata (Scarlet, en inglés). La calidad de vida era Todos ellos vivían en celdas, llevaban poca ropa usada y apenas tenían para descansar y comer.
Un día, Erza y los demás esclavos hicieron un intento fallido de escape, en el cual ella se echa la culpa diciendo haber sido la causante de la rebelión, protegiendo al verdadero causante del plan (Shō cuando era un niño de unos 8 años). A pesar de los esfuerzos de Jellal, Erza es llevada a una cámara de castigo, donde es torturada por dos magos malvados y por culpa de los cuales pierde su ojo derecho. Sin embargo, Jellal la rescata de la misma con éxito; sin embargo, de camino a las celdas, Jellal es capturado y es llevado a la cámara de castigo, mientras que Erza se salva y vuelve a las celdas. Mientras Jellal es torturado en la cámara de castigo, siente un odio profundo que le provoca ver el espíritu de Zeref, el cual lo termina poseyendo, El espíritu de Zeref era en realidad la magia de una maga oscura llamada Ultear, aunque nadie se dio cuenta por aquel entonces de ello.
El castigo de Jellal y el abuso constante al que eran sometidos los esclavos hicieron que a continuación los esclavos, encabezados por Erza, se rebelaran para conseguir la libertad y rescatar a Jellal. En el transcurso de la rebelión, los magos guardianes malvados mataron a Rob (el esclavo más anciano y cercano a Erza, a la que consideraba como su nieta), el cual se sacrificó para salvarla de una gran cantidad de explosiones mágicas de las tropas mágicas. Fue en ese momento de tristeza y frustración cuando despierta la magia de Erza, que mediante los picos, palas y espadas que había alrededor suyo logra manipularlos y con ello derrota a toda la tropa mágica, ganando la rebelión y siendo puestos todos los esclavos en libertad.
A continuación, Erza va a salvar a Jellal a la cámara de castigo para ir con los otros esclavos en varios barcos que habían robado y escapar de la isla, pero cuando llega, la maldad de Zeref ya lo había poseído y ya no era el mismo de antes. Jellal termina matando de manera sádica a los dos magos que lo habían torturado a él y a Erza; después, éste le cuenta un plan para seguir con la construcción del sistema-R, usando a sus recién liberados compañeros como mano de obra para resucitar a Zeref y encontrar la verdadera libertad (el mundo de Zeref), pero esta vez mucho mejor tratados (con ropa nueva, comida y descansos). Erza se niega a cooperar con él debido a que la libertad que ella busca para los esclavos no era esa. Esto hace que él la amenace con poner las vidas de sus compañeros (entre ellos, Shō, Simon, Wally y Milliana) en riesgo con la finalidad de que ella no se atreva a volver a la torre y de que no diga nada sobre lo que va a hacer Jellal. Tras esto, Erza se marcha sola de la isla llorando cargando con la responsabilidad de la vida de sus amigos, mientras Jellal se ríe y actúa de forma maligna. Poco después, Jellal destruiría los barcos en los que hubieran huido los esclavos, diciéndoles que Erza había usado magia para que se hundieran (la cual los había "traicionado" para irse sola y desprenderse de su pasado) y pidiéndoles a todos que siguieran con la construcción del Sistema-R para alcanzar la verdadera libertad y ser los gobernantes del mundo.
Después de esto, ella despierta en un isla sola y recordando todo lo sucedido con Jellal. Más tarde, recordando que su viejo amigo Rob le había hablado de cierto gremio, se uniría a Fairy Tail. Polyushka, una bruja malhumorada amiga del maestro de Fairy Tail Makarov, le logra implantar un ojo artificial a través de magia. Al descubrir que no puede llorar por ese ojo, Polyushka le ofrece arreglarlo, pero Erza no acepta y le dice que ya ha llorado la mitad de sus lágrimas, por lo que no le hace falta llorar por ese ojo; más adelante, descubre que su ojo empieza a tener la facultad de hacerlo. Después de aquello, poco a poco se fue adaptando al gremio. Al principio era fría y cerrada, pero con la ayuda de los miembros del gremio fue siendo cada vez más estricta y abierta. Se empezó a vestir con una armadura en el cuerpo, y era habitual verla separando a Natsu y Gray de sus constantes peleas, aunque ella misma estaba en una constante rivalidad con Mirajane. Con 15 años, Erza consiguió el título de maga de Clase S tras pasar dicho examen, convirtiéndose en el miembro de Fairy Tail más joven en conseguirlo.
A partir de aquí, comienza la historia de Erza en Fairy Tail tal y como se refleja en los capítulos sucesivos del anime y del manga.

## Armaduras mágicas
Posee más de 100 armaduras y 200 armas. Algunas de ellas son:
- Armadura del Anillo Celestial: la primera armadura que se muestra y también la que más usa. Con esta armadura es capaz de controlar centenares de espadas a la vez que levitan a su alrededor (máximo 200). También es capaz de volar gracias a las alas que posee la armadura.

- Armadura de Alas Negras: una armadura negra que permite volar a Erza y además incrementa el poder destructivo de sus ataques.

- Armadura de la Emperatriz de Fuego: una armadura mágica que disminuye a la mitad los daños que pueda recibir por ataques de fuego. No suele utilizarla ya que solo puede servirle contra el fuego, por eso la utiliza contra Natsu cuando tiene lugar un combate entre ambos.

- Armadura de la Emperatriz del Rayo: una armadura mágica que disminuye a la mitad los daños que pueda recibir por ataques eléctricos. No usa mucho esta armadura ya que solo sirve contra los ataques eléctricos, utilizada cuando Laxus activa el Palacio del Trueno que era en ese minuto la ciudad de Magnolia.

- Armadura de la Emperatriz del Mar: última armadura mostrada durante el combate contra Juvia y Lisanna, por el ascenso a mago de rango "S". Esta Armadura disminuye el 50% de los ataques causados por agua y también puede invocar mareas fuertes y olas.

- Armadura del Gigante: aumenta la fuerza de lanzamiento. Erza la utiliza con ayuda de Natsu para destruir la capa púrpura provocada por las gotas de Luna que estaba sobre la isla Galuna.

- Armadura de Adamantino: una armadura hecha completamente de diamante, es por ello la más dura de las de su inventario. Con ella sobrevivió al gran cañonazo del Phantom MK II, y a pesar de su fortaleza, la dejó completamente destrozada.

- Ropas simples: proporciona la apariencia de un samurái. Esta armadura aumenta no solo la velocidad sino también la agilidad y la fuerza física. Es usada en lA batalla contra Nidmith después de que su armadura de anillo celestial fuera destruida por la magia de este. Es una de sus armaduras más fuertes ya que con ella ha derrotado a dos enemigos poderosos (Ikagura y Asuma).

- Armadura de Vuelo: proporciona la apariencia de una amazona con la cual aumenta su agilidad para esquivar ataques en equipos de los enemigos. Es usada por primera vez cuando pelea contra el gremio Oración 6.

- Armadura del Purgatorio: una de las armaduras más poderosas de Erza. Según ella, nunca nadie que haya visto esa armadura vivió para contarlo. Sin embargo, no se pueden ver sus poderes ya que fue destruida fácilmente por Ikaruga.

- Armadura Fairy: la armadura más reciente y poderosa. La usa en su combate contra Erza Nightwalker de Edolas, cuando esta mostró la forma final de su lanza. Para estar a la par, Erza mostró su armadura más fuerte. Pese a que quedó aparentemente destruida, reaparece en la saga de Tártaros nuevamente.

- Armadura Nakagami: una armadura que debido a la gran cantidad de magia que consume no ha podido ser llevada por nadie durante diez años. Sin embargo, los que la llevan rompen las reglas de la magia y su espada es invencible. Libera el poder Luz de las Estrellas Nakagami. La primera vez que la usa fue durante el combate con Minerva del gremio Sabertooth en los Grandes Juegos Mágicos.[9]

- Armadura del Cocinero (solo en el anime): con esta armadura adopta las vestimentas propias de un chef y utiliza como arma unos cuchillos de cocina (además de estar rodeada por otros utensilios culinarios). Solo aparece en el anime, cuando el grupo combate contra el monstruo en el que se convierte un pueblo abandonado.

- Traje de pescar (solo en el anime): este traje se caracteriza porque se equipa un traje de baño con una caña de pescar a juego. Se la equipa Happy por error cuando su mente se intercambia con Erza en un capítulo original del anime.

- Traje de Dormir (solo en el anime): no tiene ninguna habilidad especial, es una simple pijama. Se la pone cuando está en casa de Lucy tras el ataque al gremio de Phantom Lord.

- Traje de Loli Gótica: No tiene ningún tipo de habilidad especial. La usa durante el concurso de Miss Fairy en "Fantasia".

- Espada de las hadas Benizakura (Flor de azahar carmesí) la utiliza frente a Azuma durante la invasión de Grimoire Heart a Tenroujima en el capítulo 114 del anime, cuando se descarta de toda defensa para potenciar su ataque.